# Вавилон (филм)
Вижте пояснителната страница за други значения на Вавилон.
„Вавилон“ (на английски: Babel) е драматичен филм от 2006 г. на режисьора Алехандро Гонсалес Иняриту. Премиерата е на 23 май 2006 г. на кинофестивала в Кан, а по кината в САЩ и България филмът излиза съответно на 10 ноември 2006 г. и 2 февруари 2007 г.

## Награди и номинации
| Категория                              | Номиниран(и)                | Резултат                    |
| Оскар (25 февруари 2007 г.)            | Оскар (25 февруари 2007 г.) | Оскар (25 февруари 2007 г.) |
| -------------------------------------- | --------------------------- | --------------------------- |
| Най-добра филмова музика               | Густаво Сантаолайа          | награда                     |
| Най-добър филм                         | Най-добър филм              | номинация                   |
| Най-добър филмов монтаж                | Най-добър филмов монтаж     | номинация                   |
| Най-добър режисьор                     | Алехандро Гонсалес Иняриту  | номинация                   |
| Най-добър оригинален сценарий          | Гийермо Ариага              | номинация                   |
| Най-добра поддържаща женска роля       | Адриана Бараса              | номинация                   |
| Най-добра поддържаща женска роля       | Ринко Кикучи                | номинация                   |
| Награда на БАФТА (11 февруари 2007 г.) |                             |                             |
| Най-добра филмова музика               | Густаво Сантаолайа          | награда                     |
| Най-добър филм                         | Най-добър филм              | номинация                   |
| Най-добър филмов монтаж                | Най-добър филмов монтаж     | номинация                   |
| Най-добър звук                         | Най-добър звук              | номинация                   |
| Най-добра режисура                     | Алехандро Гонсалес Иняриту  | номинация                   |
| Най-добър оригинален сценарий          | Гийермо Ариага              | номинация                   |
| Най-добра кинематография               | Родриго Прието              | номинация                   |
| Златен глобус (15 януари 2007 г.)      |                             |                             |
| Най-добър филм – драма                 | Най-добър филм – драма      | награда                     |
| Най-добър режисьор                     | Алехандро Гонсалес Иняриту  | номинация                   |
| Най-добър сценарий                     | Гийермо Ариага              | номинация                   |
| Най-добра филмова музика               | Густаво Сантаолайа          | номинация                   |
| Най-добър поддържащ актьор             | Брад Пит                    | номинация                   |
| Най-добра поддържаща актриса           | Адриана Бараса              | номинация                   |
| Най-добра поддържаща актриса           | Ринко Кикучи                | номинация                   |
| Сателит (18 декември 2006 г.)          |                             |                             |
| Най-добра филмова музика               | Густаво Сантаолайа          | награда                     |
| Най-добър филм – драма                 | Най-добър филм – драма      | номинация                   |
| Най-добър филмов монтаж                | Най-добър филмов монтаж     | номинация                   |
| Най-добър звук                         | Най-добър звук              | номинация                   |
| Най-добър режисьор                     | Алехандро Гонсалес Иняриту  | номинация                   |
| Най-добър оригинален сценарий          | Гийермо Ариага              | номинация                   |
| Най-добър актьор в поддържаща роля     | Брад Пит                    | номинация                   |
| Най-добра актриса в поддържаща роля    | Ринко Кикучи                | номинация                   |